# Cedarburg (condado de Ozaukee, Wisconsin)
Cedarburg es un pueblo ubicado en el condado de Ozaukee en el estado estadounidense de Wisconsin. En el Censo de 2010 tenía una población de 5.760 habitantes y una densidad poblacional de 89,25 personas por km².

## Geografía
Cedarburg se encuentra ubicado en las coordenadas 43°19′42″N 88°1′2″O / 43.32833, -88.01722. Según la Oficina del Censo de los Estados Unidos, Cedarburg tiene una superficie total de 64.54 km², de la cual 64.08 km² corresponden a tierra firme y (0.71%) 0.46 km² es agua.

## Demografía
Según el censo de 2010, había 5.760 personas residiendo en Cedarburg. La densidad de población era de 89,25 hab./km². De los 5.760 habitantes, Cedarburg estaba compuesto por el 98.04% blancos, el 0.43% eran afroamericanos, el 0.12% eran amerindios, el 0.66% eran asiáticos, el 0% eran isleños del Pacífico, el 0.17% eran de otras razas y el 0.57% pertenecían a dos o más razas. Del total de la población el 1.25% eran hispanos o latinos de cualquier raza.